# هارولد لويد

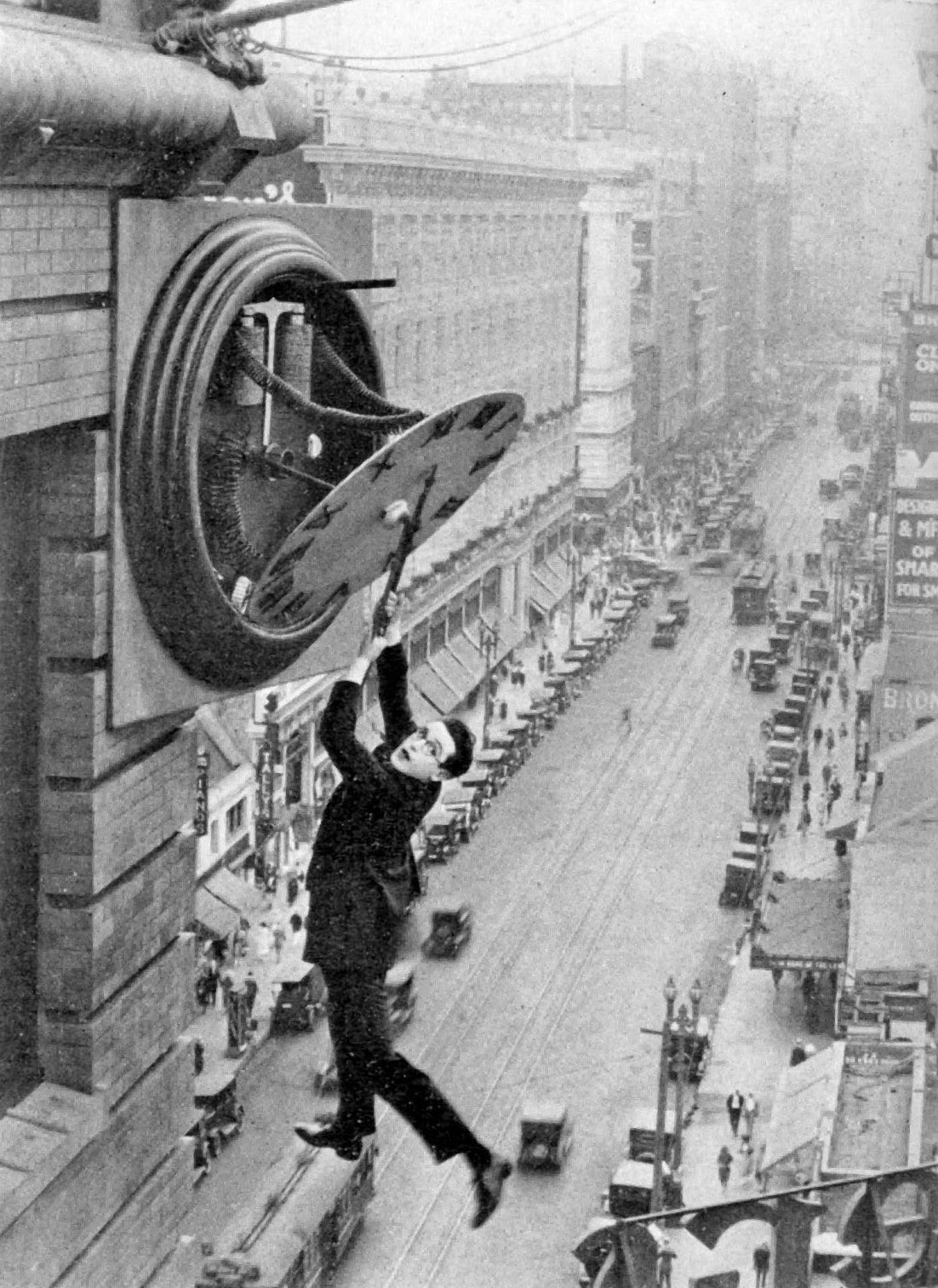
اللقطة الشهيرة من فيلم السلامة أخيرا! (1923)

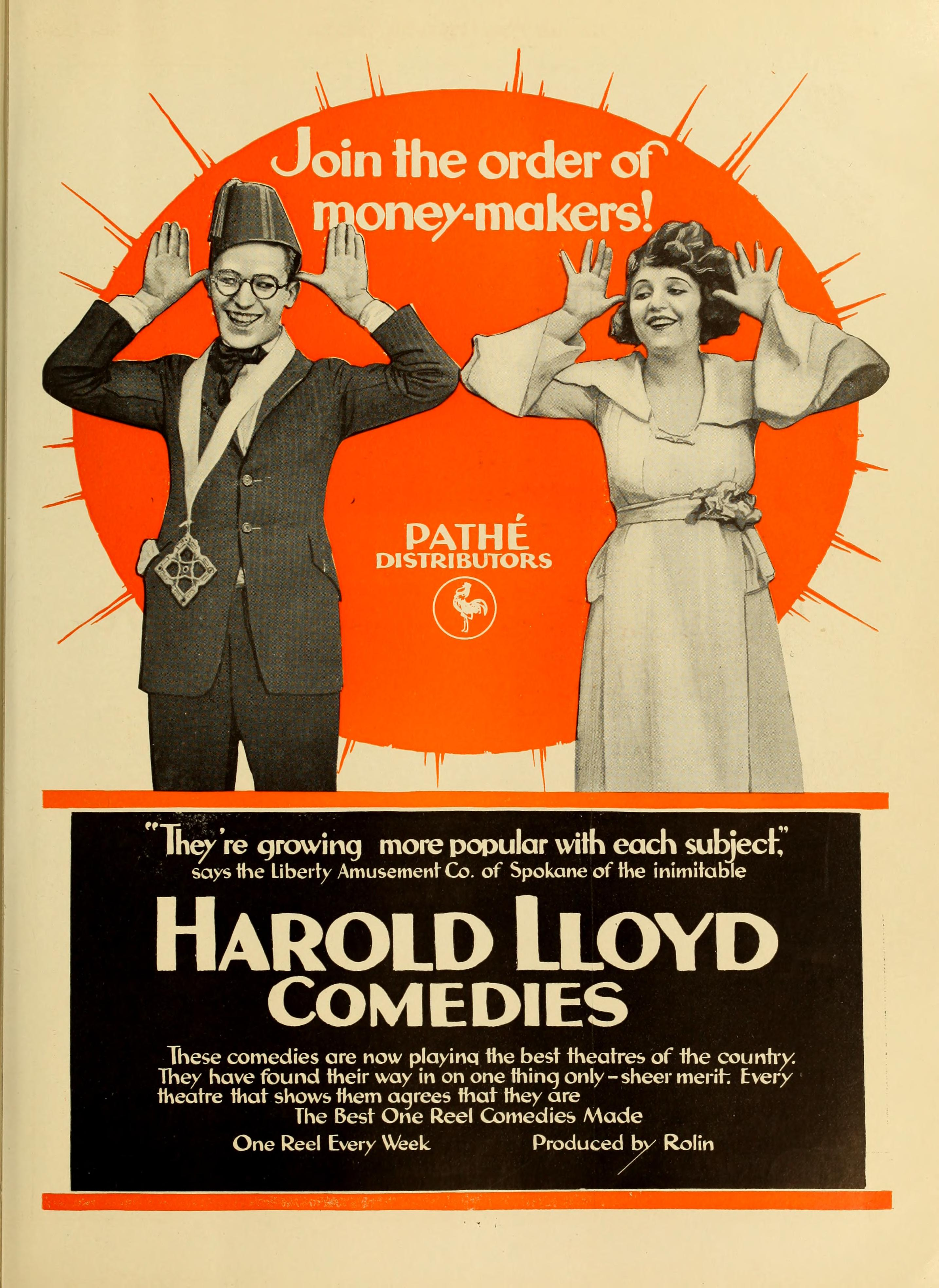
إعلان (1929)

هارولد كلايتون لويد (بالإنجليزية: Harold Clayton Lloyd Sr.)‏ ممثل أمريكي وصاحب أعلى أجر في العشرينيات وأكثر شخصيات السينما شعبية حيث خلق الشخصية الفكاهية للرجل غير المهم الموجود في المواقف الصعبة والمميز بقبعة الريش وكان يواجه المشاكل وينتصر عليها.
ولد هارولد كلايتون لويد في 20 أبريل 1894 في بورتشارد في نبراسكا وكان ابن مصور جوال واستقر في سان دييغو عندما كان يمثل في أدوار صغيرة في الأفلام الفكاهية وتفوق في المطاردات القصيرة وكان عضوا في فرقة شرطة كيستون التي أسسها المنتج ماك سينيت، وفي عام 1915 انضم لجماعة التمثيل التي أسسها هال روتش الذي كان ممثلا وتحول إلى الإنتاج فاشتهر في شخصية ويلي وورك، ثم شخصية لوك الوحيد التي بدأها في فلم فقط مجنون Just Nuts (1915) التي أصبحت مفضلة على الشاشة.
في 1918 وضع شخصية الرجل العادي بنظارته المدورة التي استبدلت لوك كعلامة للويد وصنع فكاهته من الحبكة والموقف وكان أول كوميدي يستخدم الأخطار كمصدر للضحك وكان يقوم بحركاته الخطيرة بنفسه، وكان من ما قام به في فيلم السلامة أخيرا! Safety Last (1923) عندما تعلق بيديه في ساعة ترتفع عدة طوابق عن الأرض، وفي فيلم غيرل شاي Girl Shy (1924) قام بجولة مثيرة من فوق سيارة تجري بسرعة، وفي فيلم الطالب الجديد Freshman (1924) وقف كدمية عرقلة في كرة القدم الأمريكية.
وصل لويد لأوّجه أيام السينما الصامتة حيث تفوقت الصورة عن الكلمة، لكنه مثل في أفلام ناطقة كان آخرها الأربعاء المجنون (1947) وتم تكريمه بأوسكار فخري عام 1952 لما قدمه في عالم السينما، وفي عام 1962 تم إصدار تجميع لمشاهده القديمة اسمه عالم الكوميديا لهارولد لويد وأصدر أيضا الجانب المضحك من الحياة لهارولد لويد.

## وفاته
توفي لويد في 8 مارس 1971 في هوليوود.

## من أفلامه
- مقروص
- السلامة أخيراً
- الطالب الجديد

## وصلات خارجية
- الموقع الرسمي
- هارولد لويد على موقع IMDb (الإنجليزية)
- هارولد لويد على موقع الموسوعة البريطانية (الإنجليزية)
- هارولد لويد على موقع روتن توميتوز (الإنجليزية)
- هارولد لويد على موقع مونزينجر (الألمانية)
- هارولد لويد على موقع ألو سيني (الفرنسية)
- هارولد لويد على موقع ميوزك برينز (الإنجليزية)
- هارولد لويد على موقع تيرنر كلاسيك موفيز (الإنجليزية)
- هارولد لويد على موقع تيرنر كلاسيك موفيز (الإنجليزية)
- هارولد لويد على موقع أول موفي (الإنجليزية)
- هارولد لويد على موقع قاعدة بيانات الأفلام السويدية (السويدية)